# آرژانتین (متروی پاریس)
آرژانتین (انگلیسی: Argentine) یکی از ایستگاه‌های خط ۱ متروی پاریس است که در مابین منطقه ۱۶ و منطقه ۱۷ پاریس واقع شده و در سال ۱۹۰۰ تأسیس شده‌است. در سال ۲۰۲۰ میلادی ۱٬۶۰۳٬۵۷۲ مسافر از این ایستگاه استفاده کرده‌اند.

## نگارخانه

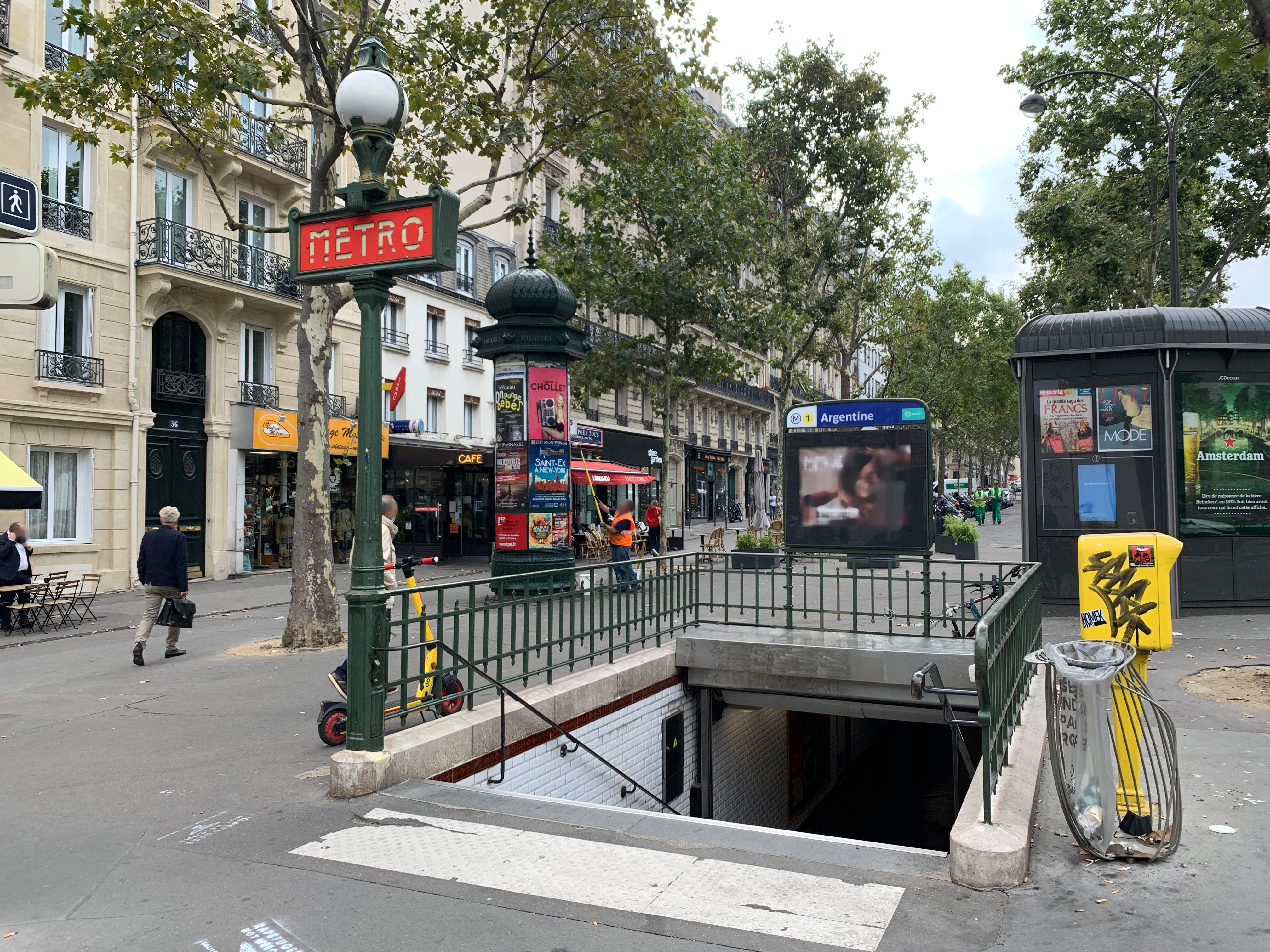
ورودی
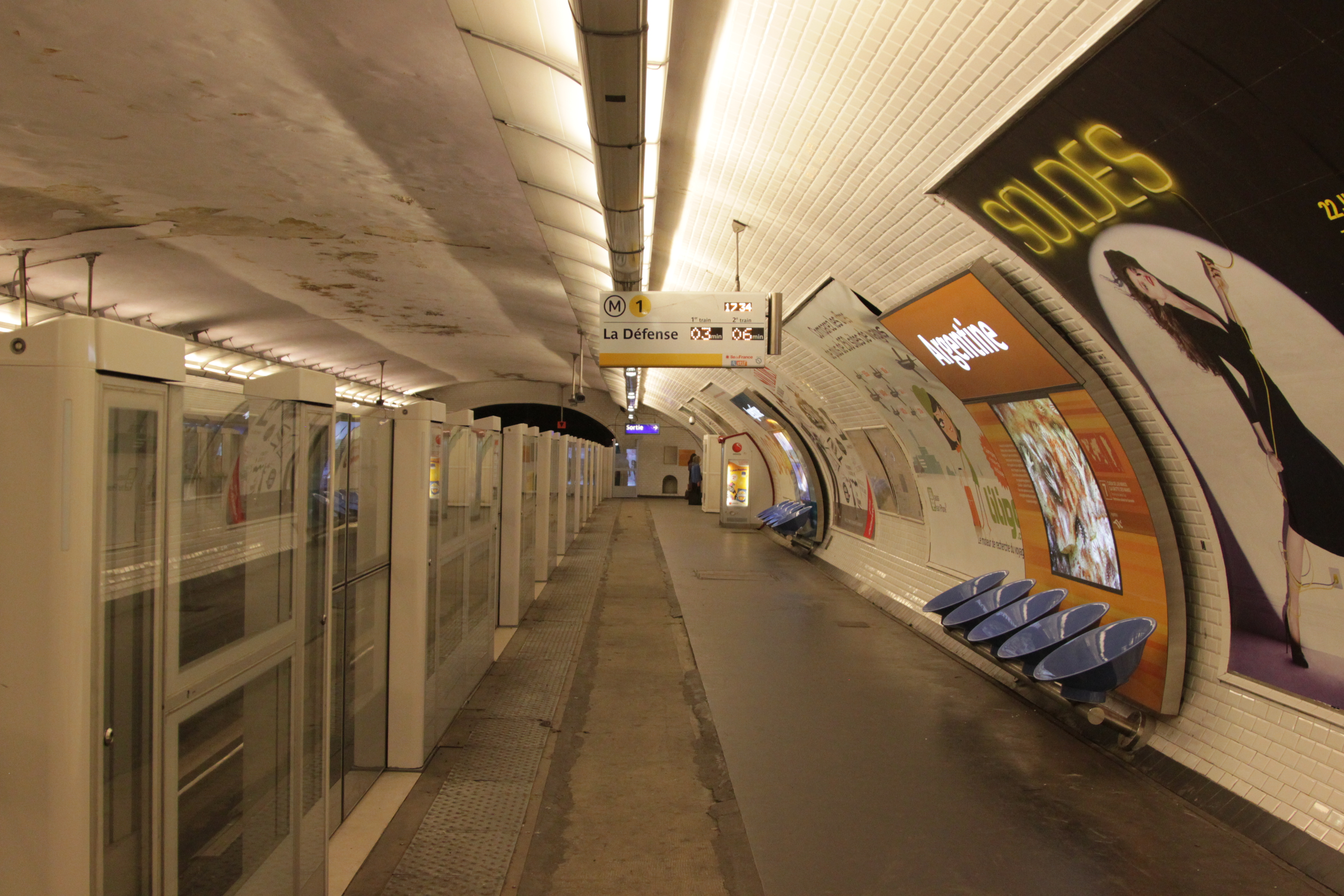
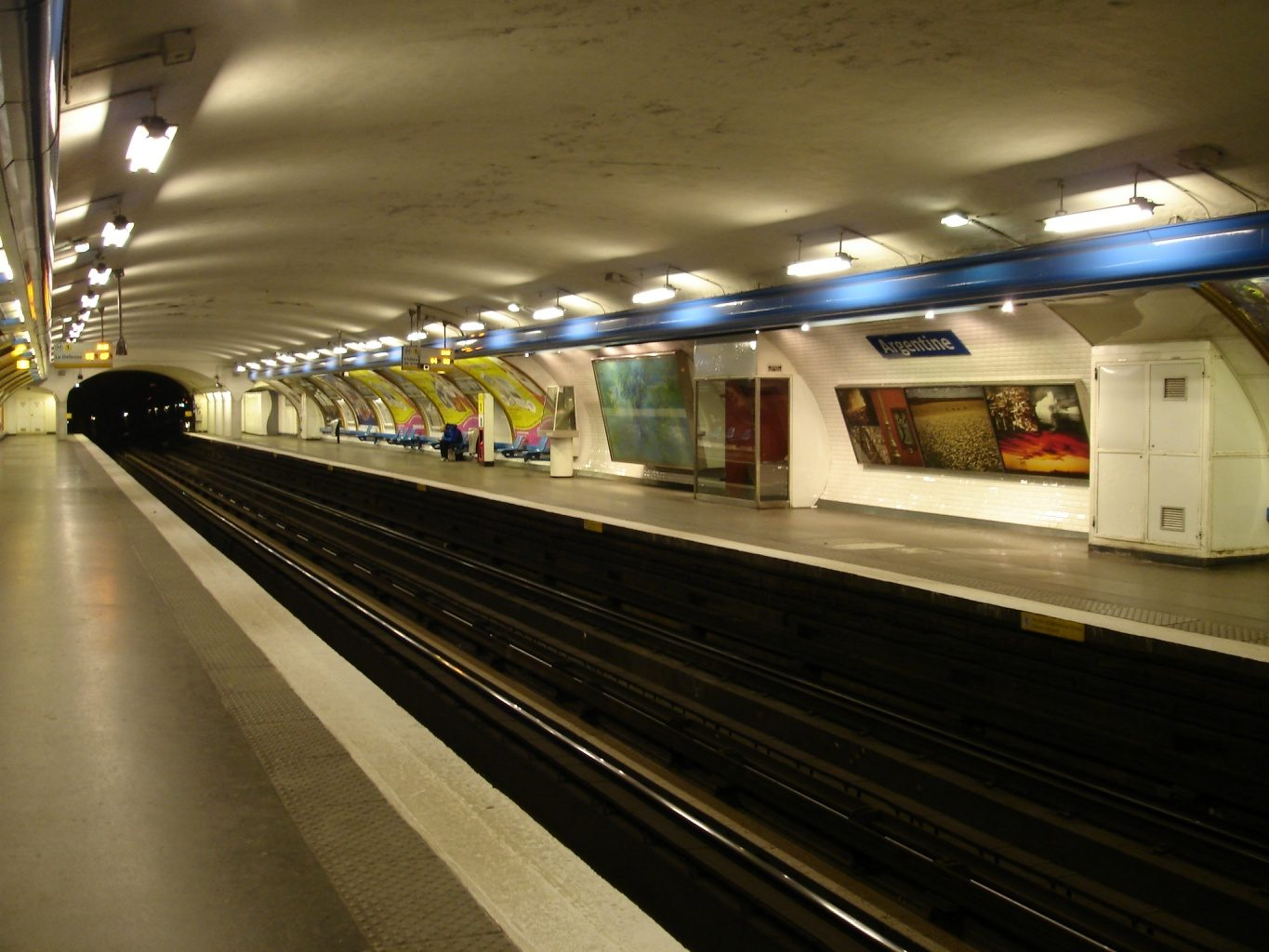